# 少年王 (2003年电视剧)
《少年王》，又称《冒险王卫斯理》，是2003年在中国大陆电视剧播出的电视剧，根据倪匡卫斯理系列小说改编，由吴奇隆主演。全剧分为《古墓魅影》、《百里杜鹃》、《红岩天书》、《蓝色情迷》四个章节，以民国为背景讲述了一系列冒险故事。是一部现实科幻动作惊险剧。

## 主要演员
| 演員   | 角色   | 介紹                                                                     | 备注         |
| 吴奇隆 | 卫斯理 | 原清东陵守墓人，机智果敢，善良坚毅，一直想知道自己的身世之谜             |              |
| 王惠   | 白素   | 白老大之女，纯真善良，后嫁卫斯理                                         | 白家人       |
| 于波   | 白奇伟 | 白老大之子，白素之兄，与卫斯理不打不相识                                 | 白家人       |
| 陈鸿烈 | 白老大 | 九帮十八会总舵主                                                         | 白家人       |
| 卢星宇 | 桑秋雨 | 白素之未婚夫，后解除婚约                                                 | 白家人       |
| 邵峰   | 原教授 | 考古学家，居住在原宿                                                     | 长期住在原宿 |
| 鲍海红 | 袁沅   | 原教授之妻，人称袁大妈，贪财                                             | 长期住在原宿 |
| 谷洋   | 原振侠 | 原教授之子，为人仗义，后娶女王蜂之妹小乔                                 | 长期住在原宿 |
| 杨俊毅 | 齐白   | 为人仗义，在“红岩天书”一章中迷恋巫群                                     | 长期住在原宿 |
| 刘勃君 | 陈长青 | 忠厚老实，胆小怕事。但为人仗义，多次和卫斯理，原振侠，白奇伟等人并肩作战 | 长期住在原宿 |
| 张咏棋 | 灵儿   | 喜欢卫斯理，后嫁给舵把子                                                 | 其他         |
| 孙宝光 | 孙师长 | 民国初年军阀，盗取清东陵                                                 | 其他         |
| 馬雅舒 | 杜鹃   | 银月村主母，白素义父卫百里旧爱                                           | 其他         |
| 胡小庭 | 芝麻   | 军部大小姐                                                               | 其他         |
| 韩雨芹 | 大乔   | 天蜂帮女王蜂，深蓝星球人                                                 | 其他         |
| 吴思默 | 小乔   | 天蜂帮女王蜂之妹，深蓝星球人                                             | 其他         |

## 分章剧情
古墓魅影
民国时期，清东陵被孙师长所盗，守墓人沐天恩为杀被认为是献了皇陵图纸的白老大带领徒弟卫斯理离开皇陵，前往原教授所在的原宿暂住，在寻找玉片、追踪金缕玉衣、古墓探险的过程中，白老大之女白素逐渐认清了未婚夫桑秋雨的真面目，消除了对卫斯理的误会。最终众人回到皇陵探秘，皇陵中桑秋雨乘坐石棺离开，不知所踪，孙师长等官兵葬身皇陵，白素等人安然回家，卫斯理继续在皇陵守墓。
百里杜鹃
卫斯理守墓时意外发生空间穿梭，来到一个边地法师做法事的现场并获得一个铁球。卫斯理、白素义父卫百里、边地法师等人围绕着铁球展开追逐。随后卫斯理与白素携带铁球来到一处与世隔绝的银月村探秘，卫百里、原宿内的众人等为救卫斯理也前往银月村。众人在探秘过程中发现银月村背后的神迹原来是有人利用现代科技用来控制村民的一个骗局、卫百里和银月村主母杜鹃还有一段过往。
红岩天书
原宿众人从银月村返回后，发现一个把原宿翻的一团糟的人，后得知此人名叫唐泽，半人半兽，原来他是祈威教授人体实验后的受害者。受日本关东军委托的巫群、猎头组织、唐泽等人出于各自的目的为了争夺唐泽、得到祈威教授的资料展开了追逐角力，最终众人找到了可以让唐泽临时恢复正常的“永生殿”。
蓝色情迷
九帮十八会总舵主白老大离奇被绑架，白家屋顶神秘消失，现场留下一张白老大手写的乐谱和蓝色墨迹。白素为了寻找白老大展开行动，最后发现是被天蜂帮女王蜂大乔绑架。最终以白老大被解救，卫斯理和白素结婚，大乔离开结束。本章揭秘了原来大乔是深蓝星球人，卫斯理是粉红星球宇宙浪子的细胞复制，而大乔和宇宙浪子有过一面情缘。本章还安排了桑秋雨返回地球呼应“古墓魅影”一章。

## 幕后
- 吴奇隆在拍摄这部电视剧时多次受伤。[3]